# Filip I. Lijepi
Filip I. Lijepi ili Kastiljski (španj. Felipe I de Castilla) (Bruges, Flandrija, 22. srpnja 1478. – Burgos, Španjolska, 25. rujna 1506.), austrijski nadvojvoda i burgundski vojvoda, sin cara Maksimilijana I. Habsburga.
Bio je nadvojvoda Austrije, vojvoda od Burgundije, Brabantea, Limburga i Luksemburga, grof od Flandrije, Habsburga, Henaoa, Nizozemske, Zeelanda, Tirola i Artoisa i gospodar Antwerpena (1482. – 1506.) Brakom s Ivanom I. Kastilijskom, kćeri i nasljednice Izabele I. Kastiljske i Ferdinanda II. Aragonskog, postaje i kralj Kastilje i Leona (1504. – 1506.)
Preko njega, Habsburška dinastija je došla na španjolsko prijestolje. Nadimak Lijepi mu je dao francuski kralj Luj XII. Godine 1501. Filip i Ivana su putovali u Kastiliju kako bi bili okrunjeni i usput su se zaustavili u mjestu po imenu Blois. Tamo ih je primio francuski kralj, i vidjevši ga, uzviknuo je: "Evo jednog lijepog princa!".
Nakon njegove iznenadne smrti, Ferdinand II. Aragonski koristi mentalno stanje svoje kćeri Ivane i zatvara je u dvorac u Tordesillasu u Valladolidu, i postaje regent kraljevine Kastilije u ime svog maloljetnog unuka, Karla I.